# Darvay Zsolt
Darvay Zsolt (Kolozsvár, 1968. június 9. –) erdélyi magyar informatikus, egyetemi oktató.

## Élete
Iskoláit szülővárosában végezte. 1991-ben végzett a Babeș–Bolyai Tudományegyetem informatika szakán. 1991–1992-ben ösztöndíjasként a Magyar Tudományos Akadémia Számítástechnikai és Automatizálási Kutatóintézetében (SZTAKI) dolgozott.
1992–1994 között a kolozsvári Báthory István Elméleti Líceum informatikatanára, az iskola számítógépes hálózatának felszerelője. 1994-től tanít a Babeș–Bolyai Tudományegyetem matematika és informatika karán, 1998–2019 adjunktus, 2019-től docens. 2002-ben doktorált Kolozsvárott operációkutatásból (tudományos vezető: Kolumbán József). Az Erdélyi Múzeum-Egyesület matematikai és informatikai szakosztályának alelnöke.
Különböző szakmai szervezetek tagja, cserkészvezető.

## Munkássága
Kutatási területei: lineáris programozás belsőpontos algoritmusai és azok implementációja, programozási nyelvek, objektumelvű programozás.

### Könyvei
- V. Cioban, Zs. Darvay: Metode de programare avansată. Limbajele de programare C şi C++ (4. kiadás), Presa Universitară Clujeană, ISBN 973-595-005-7, Cluj-Napoca, 2000.
- Zs. Darvay: Belsőpontos módszerek a lineáris programozásban, S_JEP-11097-96 sz. Tempus projekt keretében, Budapest, 1997.

### Szakcikkei (válogatás)
- Asadi, S.; Mahdavi-Amiri, N.; Darvay, Zs.; Rigó, P. R., Full Nesterov-Todd step feasible interior-point algorithm for symmetric cone horizontal linear complementarity problem based on a positive-asymptotic barrier function. Optim. Methods Softw. 37 (2022), no. 1, 192–213.
- Darvay, Zsolt; Illés, Tibor; Rigó, Petra Renáta: Predictor-corrector interior-point algorithm for P∗(κ)-linear complementarity problems based on a new type of algebraic equivalent transformation technique. European J. Oper. Res. 298 (2022), no. 1, 25–35.
- Darvay, Zsolt; Illés, Tibor; Majoros, Csilla, Interior-point algorithm for sufficient LCPs based on the technique of algebraically equivalent transformation. Optim. Lett. 15 (2021), no. 2, 357–376.
- Takács, Petra Renáta; Darvay, Zsolt, A primal-dual interior-point algorithm for symmetric optimization based on a new method for finding search directions. Optimization 67 (2018), no. 6, 889–905.
- Asadi, S.; Mansouri, H.; Darvay, Zs. An infeasible full-NT step IPM for P∗(κ) horizontal linear complementarity problem over Cartesian product of symmetric cones. Optimization 66 (2017), no. 2, 225–250.
- Darvay, Zsolt; Papp, Ingrid-Magdolna; Takács, Petra-Renáta, Complexity analysis of a full-Newton step interior-point method for linear optimization. Period. Math. Hungar. 73 (2016), no. 1, 27–42.
- Darvay, Zsolt; Papp, Ingrid-Magdolna; Takács, Petra-Renáta: An infeasible full-Newton step algorithm for linear optimization with one centering step in major iteration. Stud. Univ. Babeş-Bolyai Inform. 59 (2014) no. 1, 28–45.
- Darvay, Zsolt, A predictor-corrector algorithm for linearly constrained convex optimization. Stud. Univ. Babeş-Bolyai Inform. 54 (2009) no. 2, 121–138.
- Egy új prediktor-korrektor algoritmus a lineáris programozásban, Alkalmazott Matematikai Lapok, 22: 135–161, 2005.
- New Interior Point Algorithms in Linear Programming, Advanced Modeling and Optimization, 5(1):51–92, 2003.
- A weighted-path-following method for linear optimization. Studia Universitatis Babeş-Bolyai, Series Informatica, 47(2):3–12, 2002.
- A new algorithm for solving self-dual linear optimization problems. Studia Universitatis Babeş-Bolyai, Series Informatica, 47(1):15–26, 2002.
- A short step algorithm for solving multiobjective linear optimization problems. Seminar on Computer Science, Babeş-Bolyai University, Cluj-Napoca, Preprint, 2:43–50, 1999.
- Implementation of interior point algorithms for solving linear optimization problems. Seminar on Computer Science, Babeş-Bolyai University, Cluj-Napoca, Preprint, 2:83–92, 1998.

## Díjai, elismerései
- Gróf Mikó Imre-emléklap, EME, 2021[1]

## Külső hivatkozások
- Az Erdélyi Múzeum-Egyesület matematikai-informatikai szakosztálya